# Watanabe Michio

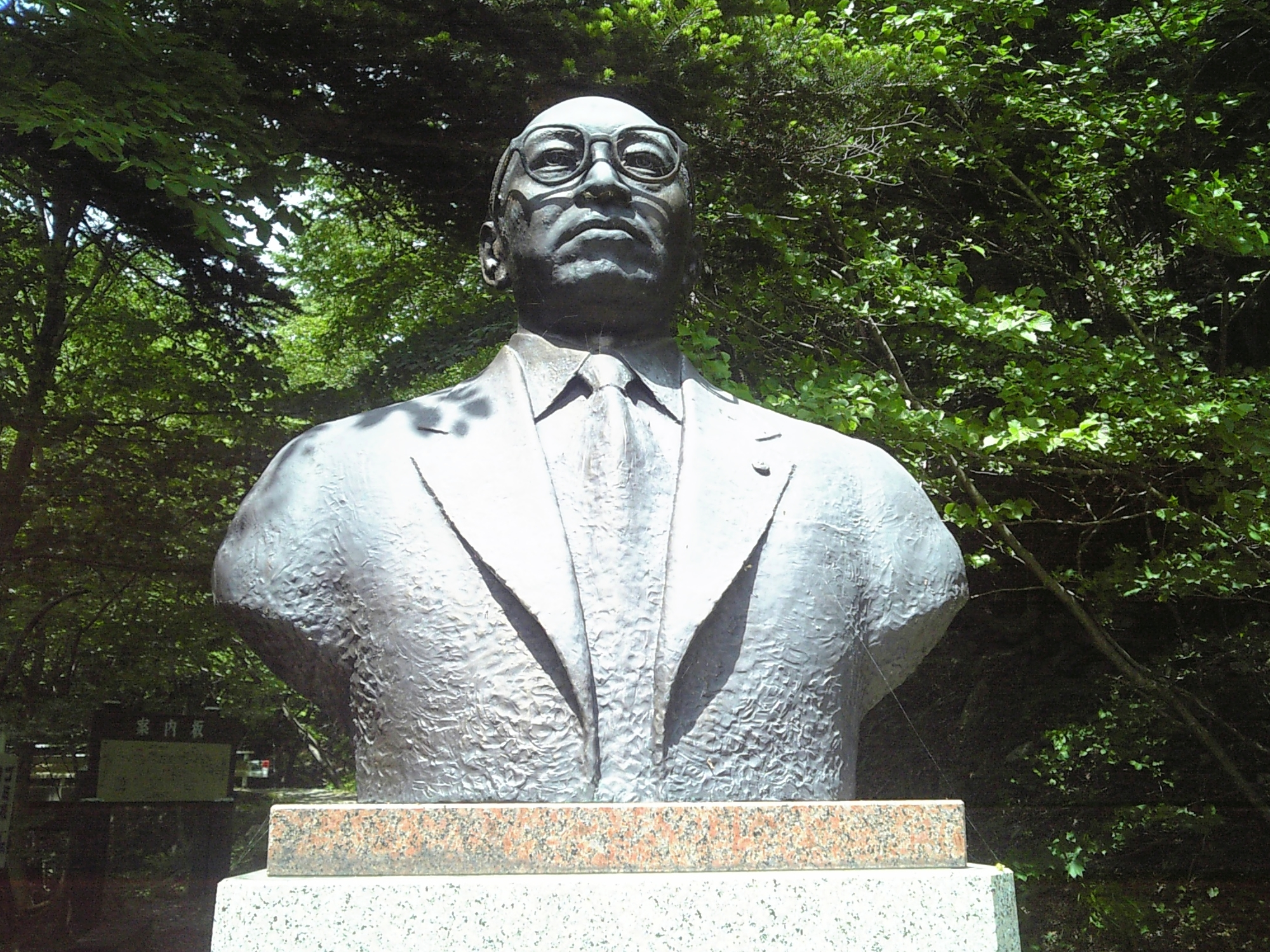
Büste von Michio Watanabe in Nasushiobara

Watanabe Michio (jap. 渡辺 美智雄; * 28. Juli 1923 in der Ōtawara, Präfektur Tochigi, Japan; † 15. September 1995 in Tokio) war ein japanischer Politiker.

## Biografie

### Abgeordneter und Minister
Watanabe begann seine politische Laufbahn als Kandidat der Liberaldemokratischen Partei (LDP) 1955 mit der Wahl zum Mitglied des Präfekturparlaments von Tochigi, dem er bis 1963 angehörte. Im Anschluss wurde er zum Abgeordneten des Unterhauses (Shūgiin) gewählt, in dem er bis zu seinem Tod für die LDP die Interessen des Wahlkreises Tochigi III vertrat. Nachdem es 1973 zu Erfolgen der Kommunistischen Partei Japans bei den Kommunalwahlen und Wahlen zum Oberhaus (Sangiin) kam, verlangte er als Vertreter des „Klub des Sommertraums“ (Seirankai) genannten konservativen Parteiflügels von Premierminister Tanaka Kakuei eine Rückkehr zu den Werten der LDP zur Bekämpfung der Kommunisten.
1976 wurde er von Premierminister Fukuda Takeo als Minister für Gesundheit und Wohlfahrt erstmals in eine Regierung berufen und gehörte dieser bis 1977 an.
Von Dezember 1978 bis November 1979 war er noch Minister für Landwirtschaft, Forsten und Fischerei im ersten Kabinett von Premierminister Ōhira Masayoshi.
Innerhalb der LDP gehörte er der Faktion Seisaku Kagaku Kenkyūjo (Seikaken) von Nakasone Yasuhiro an.
In der ersten und zweiten Regierung von Premierminister Suzuki Zenkō übernahm er zwischen Juli 1980 und November 1982 das einflussreiche Amt des Finanzministers. 1981 war er Gründer der überfraktionellen Studiengruppe Onchikai. 1982 kam es zu einer Wirtschaftskrise mit einem Ansteigen der Staatsschulden und einem Rückgang der Konjunktur. Die von ihm angedachten Maßnahmen zur Senkung der Staatsschulden wurden jedoch nicht angenommen.
Später war er während der zweiten Amtszeit von Premierminister Nakasone von Dezember 1985 bis Juli 1986 Mitglied einer Regierung und hatte dabei das bedeutende Amt des Ministers für Internationalen Handel und Industrie inne. In diese Zeit fiel auch erneut eine Wirtschaftskrise mit der Folge einer Abwertung des Yen.
Zwischen Oktober 1987 bis Juni 1989 gehörte er dem Parteivorstand der japanischen Liberaldemokratischen Partei als Vorsitzender des Politikforschungsrates an und hatte damit neben dem Premierminister und LDP-Vorsitzenden Takeshita Noboru eines der sogenannten „drei wichtigen Parteiämter“ inne.

### Faktionsvorsitzender und erfolglose Kandidaturen als Parteivorsitzender
1990 wurde er Vorsitzender der Nakasone-Faktion, die gleichzeitig in Watanabe-Faktion umbenannt wurde. Dabei wurde er wegen seiner besonders barschen Redeweise bekannt und auch dafür kritisiert, dass er behauptete, dass die farbigen Amerikaner maßlose Verschwender seien, viele Chinesen noch in Höhlen leben würden und besonders, dass Korea mit seiner Annexion durch Japan 1910 einverstanden gewesen sei.
Als Vorsitzender der Watanabe-Faktion kandidierte er mehrfach erfolglos bei der Wahl für das Amt des Vorsitzenden der LDP und damit de facto für das des Premierministers. Zunächst unterlag er bei der Wahl 1991 Miyazawa Kiichi mit 120 zu 285 Stimmen. Gleichwohl war er in dessen erstem und zweiten Kabinett von November 1991 bis April 1993 Stellvertretender Premierminister sowie Außenminister, musste jedoch letztlich aus gesundheitlichen Gründen diese Ämter aufgeben.
1993 unterlag er erneut bei der Wahl zum Parteivorsitzenden mit 159 zu 208 Stimmen Kōno Yōhei. Allerdings stellte die LDP danach erstmals seit 1955 nicht den Premierminister, sondern Hosokawa Morihiro von der Neue Japan-Partei. Der Machtverlust wurde von Watanabe bereits vorhergesehen.
1994 versuchte er vor der Wahl des Premierministers die Bildung eines Bündnisses mit anderen Parteien, gab dies jedoch wegen mangelnder Unterstützung auf.
Wenige Monate vor seinem Tod war er 1995 Leiter einer Delegation zur Normalisierung der diplomatischen Beziehungen mit Nordkorea sowie zu weiteren Gesprächen, die zur Zusage einer Hilfslieferung von 300.000 Tonnen Reis an Nordkorea führten.
Sein Sohn Yoshimi Watanabe, der seit 1983 sein Privatsekretär war, wurde 1996 als sein Nachfolger zum Abgeordneten des Unterhauses gewählt.